# Periclimenes ngi
Periclimenes ngi is een garnalensoort uit de familie van de Palaemonidae. De wetenschappelijke naam van de soort is voor het eerst geldig gepubliceerd in 2008 door Li, Mitsuhashi & Chan.